# Geusenwort
Als Geusenwort (aus dem Niederländischen: geuzennaam) oder Trotzwort wird in der Linguistik ein Wort bezeichnet, das ursprünglich als Fremdbezeichnung der Diffamierung einer bestimmten Volks- oder Personengruppe diente, von dieser aber positiv umgedeutet wird und dann als Eigenbezeichnung dient (beispielsweise Punk, schwul, Yankee oder Zecke). 
Die Umwandlung eines Pejorativums zu einer positiv konnotierten Selbstbezeichnung durch die abgewertete Zielgruppe wird im englischen Sprachraum als reappropriation, reclamation oder resignification bezeichnet.

## Wortherkunft

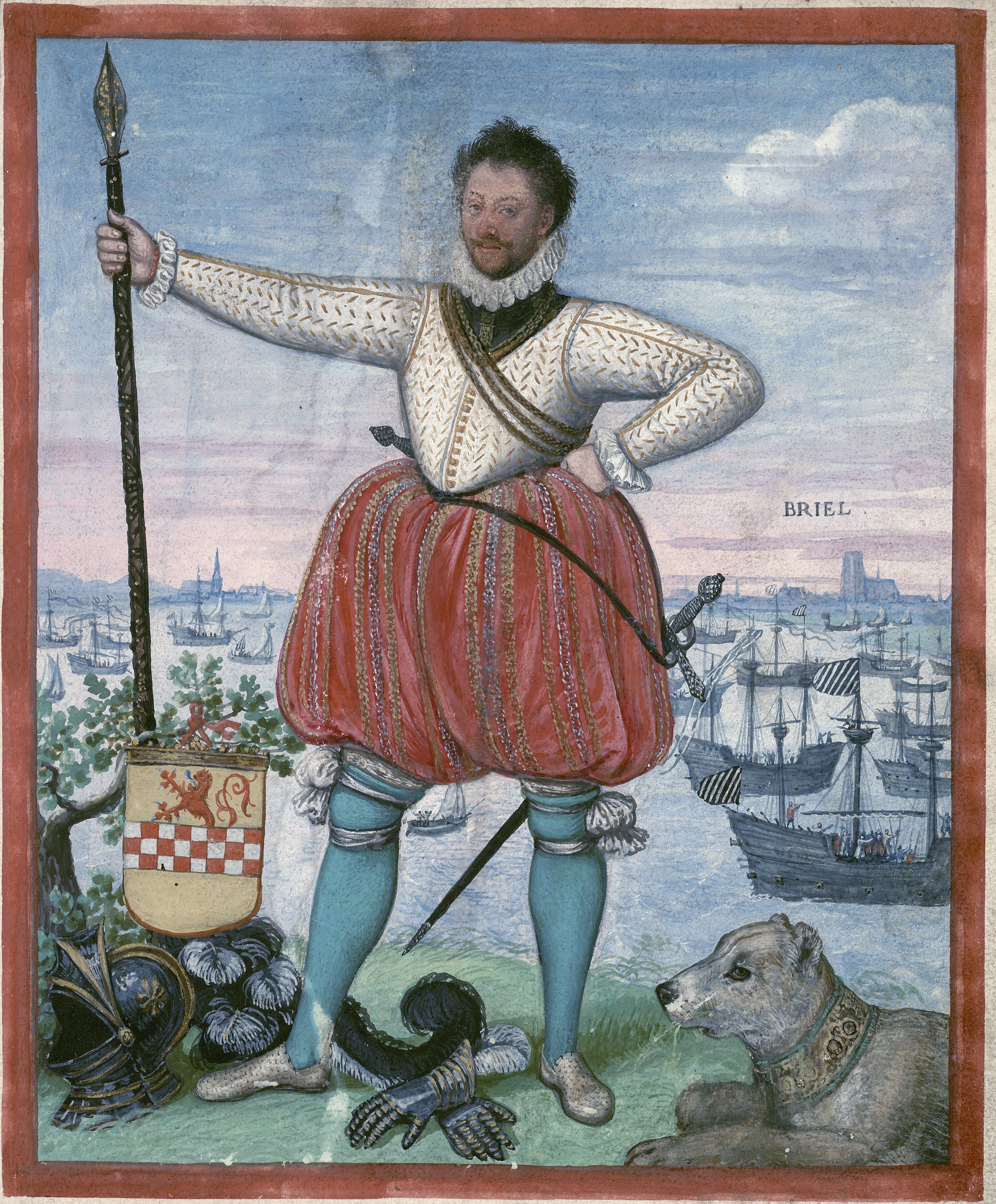
Wilhelm II. von der Mark, Anführer der Wassergeusen

Als Geusen (frz. gueux für Bettler) bezeichneten während des Achtzigjährigen Krieges (1568–1648) die spanischen Machthaber die von ihnen bekämpften niederländischen Freiheitskämpfer.

## Beispiele für Umdeutungen von Gruppenbezeichnungen

### Geschichte
Die Bezeichnung der philosophischen Schule des Kynismus geht nach einer Version auf die Bezeichnung der Vertreter als „Hunde“ zurück, die der Philosoph Diogenes in seiner Selbstbezeichnung als Hund aufgriff.
Beispiele für Umdeutungen von Bezeichnungen religiös motivierter Bewegungen sind Quäker, Jesuit, Marrane und auch Christ, das zunächst ein von Außenstehenden herabsetzend verwendetes Wort war (Apg 11,26 ), bevor es zur gängigen Selbstbezeichnung wurde. Auch die Benennung einer politischen Gruppierung als Tories („die Gesetzlosen“) oder Whigs („die Viehtreiber“) war Ende des 17. Jahrhunderts im noch unvereinigten Königreich kein selbstgewählter Name. Ebenfalls waren die Bezeichnungen Fauvismus sowie Impressionismus für Richtungen in der Kunst einst als Schmähungen gemeint.
Aber auch im politischen und gesellschaftlichen Umfeld gibt es Beispiele, wie etwa in der Französischen Revolution:
Sansculotte war zunächst ein Spottbild, entwickelte sich aber schnell zur gebräuchlichen Bezeichnung für die revoltierenden Frühproletarier, die in das Revolutionsgeschehen eingriffen. Bei der Schaffung des Französischen Revolutionskalenders dann wurden sogar die fünf Ergänzungstage am Ende des Jahres als Sanskülottiden bezeichnet.

### Gegenwart
Zeitgenössische Beispiele für solche als Selbstbezeichnung positiv umgedeuteten Schimpfwörter sind Ausdrücke wie Nerd, das für das Musikgenre Nerdcore benutzt wird, oder Kanake, das die Bewegung Kanak Attak inspirierte, sowie das oft in Bezug auf Softwarepiraterie verwendete Wort „Pirat“, nach dem sich diverse Piratenparteien benannten. Seit den 2010er Jahren wird das Wort biodeutsch als positive Selbstbezeichnung deutscher Staatsbürger ohne Migrationshintergrund verwendet (überwiegend im rechten Spektrum), nachdem das Wort seit den 1990er Jahren als scherzhafte Fremdbezeichnung gebraucht worden war.
Die Bezeichnung schwul, ebenfalls zunächst eine Beschimpfung und in der Schwulenbewegung der 1970er Jahre selbstbezeichnend adaptiert, wird inzwischen häufig ohne abwertende Konnotation gebraucht; sie hat aber u. a. in der Jugendsprache noch immer eine abwertende Bedeutung, die sich häufig von der Ursprungsbedeutung abgelöst hat. Die Bezeichnung queer hingegen wird fast ausschließlich als positive Bezeichnung verwendet.
Beispiele für Wiederaneignungen in anderen Sprachen sind das aus England stammende Wort Punk, das aus der Türkei stammende Çapuling sowie das neuenglische Yankee. Manche Afroamerikaner nutzen (besonders im Hip-Hop) den rassistischen Ausdruck Nigger als Trotzwort zur Selbstbezeichnung, meist in der aus dem afroamerikanischen Englisch stammenden Variante Nigga. Diese nicht abwertende Verwendung ist jedoch innerhalb afroamerikanischer Gemeinschaften umstritten. Ein anderes Beispiel ist der Londoner Fußballverein Tottenham Hotspur; dieser hat traditionell viele jüdische Spieler und Anhänger. Von seinen Gegnern wurde er daher oft mit dem oft antisemitisch gemeinten Wort Yids bezeichnet. Viele Fans des Clubs verwenden diesen Ausdruck für sich, was allerdings in der jüdischen Gemeinschaft umstritten ist.
Der im Netzjargon ursprünglich zur Herabwürdigung extremer Fans japanischer Popkultur verwendete Begriff Weeaboo bzw. Weeb wird inzwischen häufig – auch von weniger extremen Fans – als Selbstbezeichnung verwendet. Ähnlich verhält es sich mit dem aus Japan stammenden Begriff Otaku (in seiner Bedeutung ähnlich dem Begriff Nerd), welcher dort ursprünglich negativ konnotiert war, im Westen jedoch von zahlreichen Fans japanischer Popkultur als Selbstbezeichnung verwendet wird. Auch in Japan selbst erfuhr der Begriff über die Jahre mehrere Bedeutungswandel.